# Малаешты (Рышканский район)
Малаешты (рум. Mălăieşti, Мэлэешть) — село в Рышканском районе Молдавии. Наряду с селом Галашены входит в состав коммуны Галашены.

## География
Село расположено на высоте 162 метров над уровнем моря.

## Население
По данным переписи населения 2004 года, в селе Мэлэешть проживает 743 человека (353 мужчины, 390 женщин).
Этнический состав села:
| Национальность | Число жителей | Процентный состав |
| -------------- | ------------- | ----------------- |
| молдаване      | 694           | 93.41             |
| румыны         | 32            | 4.31              |
| украинцы       | 14            | 1.88              |
| русские        | 3             | 0.4               |
| Всего          | 743           | 100 %             |